# 塗和也
塗 和也（ぬり かずや、6月24日 - ）は、日本のイラストレーター。兵庫県出身。

## 来歴
大学では経済学部に所属し、自身も将来は銀行員になるものだと考えていたが、22歳の頃にイラストレーターの道を志すようになり、1999年にカプコンへ中途入社。入社当初はブレス オブ ファイア制作チームに参加していた。『逆転裁判 蘇る逆転』を担当して以降は、逆転裁判シリーズに多く携わる。

## 人物
- 趣味は旅行とゲーム。
- 座右の銘は「ポジティブ・シンキング」。
- 影響を受けたという人物に原哲夫、小澤さとるを挙げている[2]。

## 担当作品

### ゲーム作品
- ブレス オブ ファイアIV うつろわざるもの - ドット絵作成
- ブレス オブ ファイア 竜の戦士（GBA移植版） - キャラクター原画
- ブレス オブ ファイアII 使命の子（GBA移植版） - キャラクター原画
- ブレス オブ ファイアV ドラゴンクォーター - 一部キャラクターデザイン、モデリング
- DEMENTO - キャラクターデザイン（ダニエラ、ロレンツォ）、3Dモデル作成
- 逆転裁判 蘇る逆転 - 新規キャラクターデザイン、原画
- 逆転裁判4 - メインキャラクターデザイン、原画
- 逆転検事 - キャラクターデザイン（宝月茜、原灰ススム）
- レイトン教授VS逆転裁判 - キャラクターデザイン、アートディレクター
- 逆転裁判5 - スペシャルサンクス
- 大逆転裁判 -成歩堂龍ノ介の冒險- - キャラクターデザイン、アートディレクター
- 大逆転裁判2 -成歩堂龍ノ介の覺悟- - キャラクターデザイン、アートディレクター

### その他
- PS3『PS Home』 - カプコンラウンジ受付嬢のデザイン